# Troy Shondell

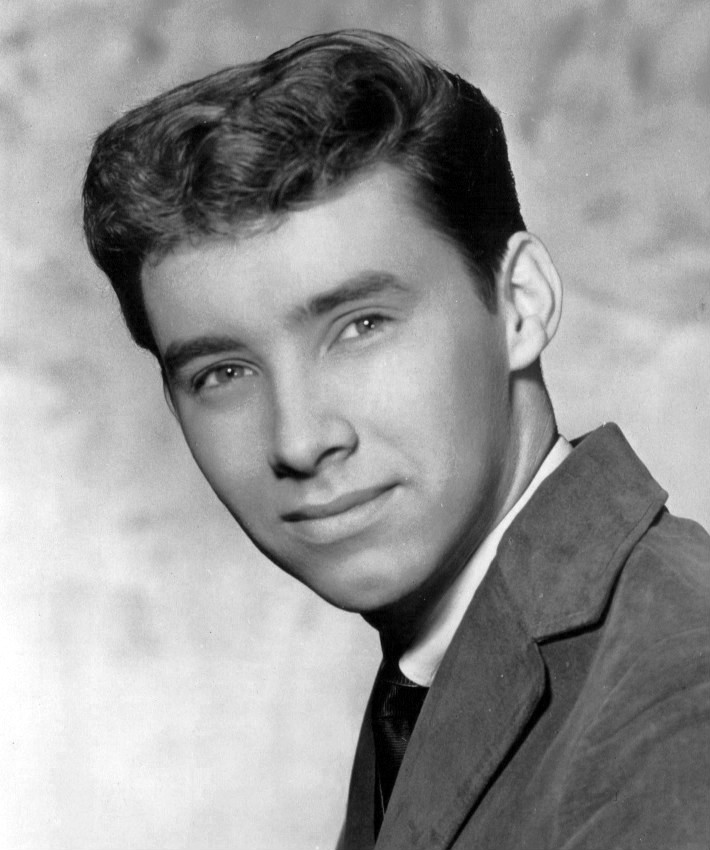
Troy Shondell, 1962

Troy Shondell (* 14. Mai 1940 als Gary Shelton in Fort Wayne, Indiana; † 7. Januar 2016 in Picayune, Mississippi) war ein US-amerikanischer Pop- und Countrysänger.

## Musikalische Laufbahn

Millionenseller mit
This Time
auf Liberty

Troy Shondell nahm seinen Künstlernamen erst ziemlich spät an. Als Gary Shelton bekam er sein musikalisches Rüstzeug von seinem Vater vermittelt. Dieser brachte ihm schon mit vier Jahren bei, wie man Trompete spielt. Mit acht Jahren hatte Gary vom Vater Klavierspielen gelernt. In den folgenden Jahren erlernte er weitere Musikinstrumente. Als er vierzehn war, schrieb er seinen ersten Popsong mit dem Titel A Prayer and a Jukebox, der später von der Gruppe Little Anthony & the Imperials gesungen und von der Plattenfirma End Records 1959 veröffentlicht wurde. Noch während seiner Highschoolzeit begann er selbst Schallplatten zu veröffentlichen, so erschien unter anderem 1958 bei der bekannten Plattenfirma Mercury Records der von ihm geschriebene Titel Yours Till I Die. Zwar erregten seine ersten Plattenaufnahmen US-weit keine große Aufmerksamkeit, im Raum Chicago machte er sich zu dieser Zeit mit seiner Band einen Namen, als er beim Chicago's Brass Rail mit großem Erfolg erstmals Rock ’n’ Roll ins Programm einbrachte.
1961 erschien zum ersten Mal eine Schallplatte unter dem Künstlernamen Troy Shondell. Zuvor hatte er mit seinem Freund Webb Foley die eigene Plattenfirma Goldcrest gegründet. Im April wurden in Chicago die beiden Titel This Time und Girl After Girl produziert und unter der Katalog-Nummer Goldcrest 161 veröffentlicht. Dabei war vereinbart worden, dass das Hollywood-Label Liberty Records den Vertrieb übernehmen würde. Als sich abzeichnete, dass der Song This Time ein Erfolg werden könnte, erwarb Liberty die Rechte an der Single und brachte sie unter eigenen Katalog-Nummer 55353 im Juli 1961 selbst auf den Markt. Zwei Monate später erschien This Time zum ersten Mal in den Hot 100 des US-Musikmagazins Billbord und stieg binnen vier Wochen zu seiner Bestbewertung auf Platz sechs auf. Insgesamt 13 Wochen hielt sich This Time in den Hot 100 und wurde über drei Millionen Mal verkauft. Die Single wurde auch international vermarktet, unter anderem auch in Deutschland. In Großbritannien erreichte This Time Platz 17.
Mit beiden Titeln seiner nächsten Single kam Shondell erneut in die Hot 100, allerdings mit wesentlich bescheideneren Bewertungen. Während Tears From an Angel Platz 77 erreichte, kam Island In The Sky nur auf den 92. Rang. Nachdem Shondells dritte Liberty-Single gefloppt hatte, beendete die Plattenfirma 1962 die Zusammenarbeit mit ihm. Danach zog Shondell bis 1971 von Plattenfirma zu Plattenfirma, ohne noch einmal einen Plattenerfolg erzielen zu können. Bei Everest und Sunset wurden 1963 und 1967 zwei Langspielplatten produziert, die aber auch kein großes Echo hervorriefen. Allein mit seinem Erfolgstitel This Time hatte Shondell die Rock-’n’-Roll-Szene so nachhaltig beeinflusst, dass Tommy Jackson 1963 seine Band von Tom and the Tornados in The Shondells umbenannte. Auch der Chicagoer Jim Peterik nannte 1964 seine neu gegründete Band The Shondels, musste aber wegen der älteren Rechte von Tommy Jackson seine Gruppe später umbenennen (The Ides of March).
1967 bekam Troy Shondell bei einem der führenden US-amerikanischen Musikverlage Acuff-Rose einen Vertrag als Songwriter, schrieb aber zunächst Songs nur für sich selbst. Der 1967 für Bob Luman geschriebene Titel Still Loving You wurde 1973 in einer Neuauflage mit Platz sieben in den Country-Charts zu einem der größten Erfolge für Luman. Im Oktober 1969 wechselte Shondell in das Management der Verwertungsgesellschaft ASCAP, wo er im Nashviller Southern Regional Office den Posten eines Assistant Regional Director übernahm.
Nachdem sich Shondell 1970 vom Schallplattengeschäft zurückgezogen hatte, kehrte er 1977 als Countrysänger in die Szene zurück. Als Sänger und Produzent brachte er bei dem kleinen Label Starfox drei Singles mit Countrysongs heraus. Mit dem Titel Still Loving You, den er bereits 1963 für Bob Luman komponiert hatte, kehrte er 1979 in die US-Charts zurück und erreichte in der Countrysparte Platz 95. 1980 hatte Shondell mit Lovin’ You (83.) und 1988 mit I’m Looking for Some New Blue Jeans (79.) zwei weitere Countrychart-Erfolge. Er blieb auch über das Jahr 2000 hinaus aktiv, betätigte sich weiter als Songschreiber und Produzent und trat in Oldie-Shows auf. Zusammen mit Jimmy Clanton, Ronnie Dove und Ray Peterson trat er in der Formation The Masters of Rock ’n’ Roll auf.

## Diskografie

### Alben
| Titel                           | Katalog-Nr.   | veröffentl. |
| ------------------------------- | ------------- | ----------- |
| The Many Sides of Troy Shondell | Everest 5206  | 1963        |
| This Time                       | Sunset 1174   | 1967        |
| Still Loving You                | Star Fox 1020 | 1978        |

### Vinyl-Singles
| A/B-Seite                                             | Katalog-Nr. | veröffentl. |
| ----------------------------------------------------- | ----------- | ----------- |
| Gary Shelton                                          |             |             |
|                                                       | Smash       |             |
| My Hero / Don’t Send Me Away                          | 2001        | 10/1957     |
|                                                       | Mercury     |             |
| Kissin’ at the Drive-In / Yours Till I Die            | 71310       | 05/1958     |
|                                                       | Regis       |             |
| The Trance / The Great Lover                          | 1001        | 09/1958     |
|                                                       | Mark        |             |
| Goodbye Little Darlin Goodbye / Stop the World        | 143         | 05/1959     |
| A Prayer and a Jukebox / The Great Lover              | 145         | 05/1959     |
|                                                       | Alpine      |             |
| Honey Bee / Till the End of the Line                  | 56          | 03/1960     |
| Troy Shondell                                         |             |             |
|                                                       | Goldcrest   |             |
| This Time / Girl After Girl                           | 161         | 0x/1961     |
| Come on Everybody / What Are You Waiting For          | 300         | 0x/1964     |
|                                                       | Liberty     |             |
| This Time / Girl After Girl                           | 55353       | 07/1961     |
| Island in the Sky / Tears from an Angel               | 55398       | 12/1961     |
| Na-Ne-No / Just Because                               | 55445       | 04/1962     |
|                                                       | Everest     |             |
| Gone / Some People Never Learn                        | 2015        | 09/1962     |
| I’ve Got a Woman / No Fool Like an Old Fool           | 2018        | 12/1962     |
| Little Miss Tease / Trouble                           | 2041        | 03/1964     |
|                                                       | Decca       |             |
| You Can’t Catch Me / Walkin’ in a Memory              | 31712       | 11/1964     |
|                                                       | RIC         |             |
| Just Like Me / Just a Dream                           | 174         | 11/1965     |
| Big Windy City / I Thought That You Were Mine         | 184         | 12/1965     |
|                                                       | TRX         |             |
| A Rose and a Baby Ruth/ Here It Comes Again           | 5001        | 07/1967     |
| Head Man / She’s Got Everything She Needs             | 5003        | 09/1967     |
| Let’s Go All the Way / Let Me Love You                | 5015        | 12/1968     |
| Something's Wrong in Indiana / A Rose and a Baby Ruth | 5019        | 02/1969     |
|                                                       | ITTC        |             |
| And We Made Love / Imitation Woman                    | 105         | 07/1969     |
|                                                       | Cloud 9     |             |
| Angel / Take Me Woman                                 | 133         | 0x/1970     |
|                                                       | Cinda       |             |
| Tonight It Might Work Out / In So Deep                | 71070       | 02/1971     |
|                                                       | Star Fox    |             |
| Still Loving You / Doctor Love                        | 77-2        | 02/1977     |
| Still Loving You / Imitation Woman                    | 77-4        | 04/1977     |
| The Way It Used to Be / Deeper and Deeper             | 77-8        | 08/1977     |
|                                                       | Telesonic   |             |
| Lovin’ You / Single Again                             | 804         | 0x/1980     |

## Chartplatzierungen
Singles

| Jahr | Titel Album                           | Höchstplatzierung, Gesamtwochen, AuszeichnungChartplatzierungen (Jahr, Titel, Album, Platzierungen, Wochen, Auszeichnungen, Anmerkungen) | Höchstplatzierung, Gesamtwochen, AuszeichnungChartplatzierungen (Jahr, Titel, Album, Platzierungen, Wochen, Auszeichnungen, Anmerkungen) | Höchstplatzierung, Gesamtwochen, AuszeichnungChartplatzierungen (Jahr, Titel, Album, Platzierungen, Wochen, Auszeichnungen, Anmerkungen) | Anmerkungen |
| Jahr | Titel Album                           | UK | US | Country | Anmerkungen |
| ---- | ------------------------------------- | --- | --- | --- | ----------- |
| 1961 | This Time                             | UK22 (11 Wo.)UK | US6 (13 Wo.)US | — |             |
| 1961 | Tears From An Angel                   | — | US77 (6 Wo.)US | — |             |
| 1962 | Island In The Sky                     | — | US92 (1 Wo.)US | — |             |
| 1979 | Still Loving You                      | — | — | Country95 (2 Wo.)Country |             |
| 1980 | (Sittin’ Here) Lovin’ You             | — | — | Country83 (4 Wo.)Country |             |
| 1988 | (I’m Looking For Some) New Blue Jeans | — | — | Country79 (2 Wo.)Country |             |